# قلعة طرق
قلعة طرق (بالفارسية: قلعه طرق) هي قلعة تاريخية تعود إلى عصر الإمبراطورية الفرثية، وتقع في مقاطعة نطنز.